# Вуновлачар
Вуновлачар је занатлија који обрађује вуну. Када се вуна ошишане овце опере и осуши, носи се код вуновлачара. Он је тада ставља у машину која „влачи“ тј. рашчешљава вуну, чини је ваздушастом и спремном за даљу обраду. Код вуновлачара вуна се ишчешљавањем ослобађа нечистоћа, као што су иглице четинара и слично које је су се у вуни овце накупиле током времена.
Раније су постојале радионице „вуновлачаре“ које су радиле на погон воде, слично воденицама да би касније радиле на погон електромотора.
Традиционално, жене на селу упредају вуну помоћу преслице и вретена. Потом извлаче нит која се затим користи за штрикање.
Вуновлачар ради и послове рашчешљавања старе вуне из јоргана или душека која се на тај начин прерађује тако да се од ње могу поново правити јоргани и душеци.